# 簗瀬橋
簗瀬橋（やなせばし）は、山形県寒河江市にある最上川に架かる橋。

## 概要
国道287号左沢バイパスの一部として1991年に開通。寒河江市の柴橋地区と中郷地区を結んでいる。同じく左沢バイパスにあり、最上川に架かる柏陵橋と共に整備が行われた。柏陵橋とは数百メートル (m) しか離れていない。柏陵橋の方が先に開通している。
橋の南東にあたる中郷地区側の下流約500 mに、かつて簗があったことなどが名前の由来となっている。親柱にはアユがデザインされている。橋の真下からほど近い所には最上川舟運の名残の船頭道の跡が10 mほど残っている。